# Гранд хотел „Пловдив“
Гранд хотел „Пловдив“ е четиризвезден хотел, намиращ се в Пловдив, на северния бряг на река Марица, в близост до Международния панаир и пешеходния мост, който го свърза с центъра на града и Стария град. До април 2016 година хотелът носи името Новотел „Пловдив“.

## История
Хотелът е открит през 1977 г. от френската верига хотели „Новотел“ и съгласно споразумение с българското правителство след кратковременна експлоатация от страна на френския партньор преминава в собственост на държавата. До 1990 г. е част от международната хотелска верига „Интерхотели“. През 1997 г. става частна собственост на приватизационен фонд „Петрол фонд“. По-късно фондът е преобразуван в „Синергон холдинг“ АД. Хотелът е бил част от международната туристическа верига „Акор“.
Хотелският комплекс „Пловдив“ е собственост на „Синергон Холдинг АД“. С множеството инвестиции след приватизацията хотелът е превърнат в модерен хотелски комплекс с елегантни архитектурни решения и уникален стил.

## Характеристики и събития
Хотелът предлага триста и тридесет стаи и апартаменти.
Хотелът организира картинни изложби на именити български художници, фотографски изложби, представяния на редица известни творци като Хорхе Букай, Божана Апостолова, Лили Иванова, и много други. Емблематични и традиционни за хотела са събития като Златна ракла и Златен ритон.